# Manœuvre (film)
Pour les articles homonymes, voir Manœuvre.
Pour plus de détails, voir Fiche technique et Distribution.
Manœuvre est un film américain réalisé par Frederick Wiseman et sorti en 1979.

## Synopsis
Dans le cadre d'une manœuvre de l'OTAN se déroulant en Allemagne, simulation d'un combat auquel participe une unité de chars de l'armée américaine.

## Fiche technique
- Titre : Manœuvre
- Réalisation : Frederick Wiseman
- Production : Zipporah Films
- Pays de production :  États-Unis
- Genre : documentaire
- Durée : 115 minutes
- Date de sortie : Royaume-Uni - 26 novembre 1979[1]

## Récompense
- Grand prix au Festival international de cinéma de Figueira da Foz 1980